# Mondo cane
Mondo cane es una película mondo realizada en 1962 por los cineastas italianos Paolo Cavara, Gualtiero Jacopetti y Franco Prosperi. La película consiste en una serie de viñetas de viajes que dan una idea de las prácticas culturales en todo el mundo con la intención de impactar o sorprender al público occidental. Estas escenas se presentan con poca continuidad, ya que pretenden ser una exhibición caleidoscópica de contenido impactante en lugar de presentar un argumento estructurado. A pesar de sus reivindicaciones de documentación auténtica, algunas escenas de la película son escenificadas o manipuladas creativamente para potenciar este efecto.: 113–14 

## Viñetas
Al principio, hay una escena de un perro siendo arrastrado a una perrera llena de perros ladrando. En Castellaneta, Italia, hay una estatua dedicada a Rodolfo Valentino. En Estados Unidos, a Rossano Brazzi la arrancan la camisa sus seguidoras. En Nueva Guinea, hay una cacería humana. En la Riviera, las chicas vestidas de bikini cortejan a los marineros estadounidenses. De regreso a Nueva Guinea, cerdos son sacrificados para un festín largamente esperado. En Pasadena, California, los dueños de mascotas lloran la muerte en un cementerio de mascotas. Mientras tanto, en Taipéi, Taiwán, los perros son sacrificados y desollados vivos por su carne. En Italia, los pollitos son pintados para la Pascua. En Francia, los gansos son alimentados a la fuerza para el foie gras. En Sydney, Australia, están las Life Savers Girls. Luego se muestra cómo la contaminación nuclear cobra su precio en el atolón Bikini. Los pescadores de la aldea malasia de Raiputh se vengan de los tiburones empujando erizos de mar tóxicos en sus gargantas. En la isla Tiberina, Italia, hombres vestidos con ropas rojas protegen los huesos de sus ancestros. En la calle Reeperbahn de Hamburgo, los alemanes beben en exceso y actúan de forma increíblemente estúpida. Tokio tiene una sala de masajes para hombres borrachos. En Macao, los muertos están cubiertos de maquillaje para el funeral. En Singapur hay un hotel para moribundos. Los automóviles son destrozados en un depósito de chatarra de Los Ángeles y compactados a cubos. En Checoslovaquia, Yves Klein realiza sus pinturas con la ayuda de algunas modelos femeninas y algunos músicos para expresar su color favorito, el azul. En Honolulu, los turistas son cubiertos con leis y presencian la danza Hula. En Nepal, los soldados gurkha realizan un rito de iniciación vistiéndose con ropa de mujer y los toros son decapitados con fines rituales. En Portugal, hay corridas y peleas de toros donde los matadores desafían a los toros. En Goroka, Papúa Nueva Guinea, hay tribus indígenas que van a la iglesia. La película concluye con un culto cargo en Puerto Moresby, Nueva Guinea.

## Producción
Al principio, como revelaron las entrevistas de Cavara (que dirigió la campaña para la zona euroasiática y europea) y su supervisor Stanis Nievo, Mondo cane fue un proyecto único concebido con Mujeres en el Mundo (La donna nel Mondo), en el que trabajó paralelamente (1960-62).

## Recepción
Mondo cane fue un éxito de taquilla internacional e inspiró la producción de numerosos y similares documentales de explotación, muchos de los cuales también incluyen la palabra «Mondo» en su título. Estas películas colectivamente llegaron a ser reconocidas como un género distinto conocido como películas mondo. Además, el éxito de la película llevó a Jacopetti y Prosperi a producir varios documentales adicionales, incluyendo Mondo cane 2, Africa addio y Adiós Tío Tom (Addio Zio Tom), mientras que Cavara dirigió Mujeres en el Mundo, Malamondo, así como el drama antimondo El ojo salvaje (L'occhio selvaggio).

## Premios
Mondo cane fue nominado para dos premios por la temporada cinematográfica de 1962. Ganó el premio David de Donatello a la Mejor producción (Migliore Produzione) de la Accademia del Cinema Italiano. que compartió con Una vita difficile. También fue nominada a la Palma de Oro en el 15º Festival de Cannes, que perdió ante El pagador de promesas.
La canción del tema de la película, More, fue escrita por Riz Ortolani y Nino Oliviero y recibió nuevas letras en inglés por Norman Newell. En 1963, la canción fue nominada al Óscar a la Mejor canción, donde perdió con Call Me Irresponsible de la película Papa's Delicate Condition. En Latinoamérica esta melodía fue interpretada con un gran éxito por el cantante mexicano Enrique Guzmán, así como también es de destacar otra versión instrumental de la misma interpretada por el venezolano Hugo Blanco. Además, la cantante española Rosa Morena la versionó como rumba flamenca, para el programa A la española, de Valerio Lazarov, en 1971.

## Influencia
La película generó varias secuelas directas, empezando por Jacopetti y el Mondo cane 2 de Prosperi (también conocido como Mondo Pazzo), que se estrenó al año siguiente. Mucho más tarde, en la década de 1980, surgieron dos secuelas más: Mondo Cane Oggi: L' Orrore Continua y Mondo cane 2000: L' Incredible.: 152–53  Las películas continuaron hasta los años noventa con dos secuelas del alemán Uwe Schier; a pesar de que fueron la quinta y sexta película de la serie, se titularon Mondo cane IV y Mondo cane V.: 157–58 
Además de las alentadoras secuelas, el estilo impactante-explotación-documental-exquisito de cadáveres de Mondo cane se atribuye a la creación de todo un género: las películas mondo. Ejemplos de mondo film incluyen Mondo Bizarro, Mondo Daytona, Mondo Freudo (1966), Mondo Mod, Mondo Infame y Mondo Hollywood.: 107  ejemplos posteriores incluyen la serie Faces of Death.
La película también inspiró una parodia, como Mr. Mike's Mondo Video, escrito por Michael O'Donoghue de Saturday Night Live y protagonizada por miembros del elenco contemporáneo de ese programa.
En 2010 Mike Patton lanzó un álbum musical en homenaje a la película, también llamado Mondo Cane.